# Lucky Guy
Lucky Boy è un'opera teatrale della scrittrice e regista statunitense Nora Ephron, debuttata a Broadway nel 2013. Il dramma si rivelò essere l'ultimo lavoro della Ephron e fu rappresentato postumo per la prima volta l'anno dopo la sua morte. Lucky Guy racconta la vita del giornalista Mike McAlary dal 1985 fino alla sua morte nel 1998, soffermandosi soprattutto sulla sua carriera professionale e la lunga convalescenza in seguito a un incidente stradale che gli fu quasi fatale.

## Trama
Atto I
Dal 1985 al 1993 Mike McAlary passa da un giornale all'altro investigando e raccontando gli scoop più succosi e le faccende di cronaca nera più torbidi di New York. Un caso dopo l'altro, McAlary ottiene il successo e diventa una vera e propria star del giornalismo statunitense. Nel 1993 però McAlary viene investito da un'auto e rimane invalido.
Atto II
La convalescenza di McAlary procede lentamente, ma il giornalista riesce comunque a scrivere le due storie più importanti della sua vita: il caso dello stupro di Jane Doe e la storia di Abner Louima, per cui vinse il Premio Pulitzer. Otto mesi dopo aver portato alla luce le violenze della polizia newyorchese contro un immigrato haitiano, McAlary muore di cancro il giorno di Natale del 1998 all'et di quarantun anni.

## Origini

### Composizione e stampa
Nora Ephron inizialmente ideò Lucky Guy come un film televisivo per l'HBO nel 1999. La stessa Ephron era stata una giornalista e aveva scritto della sua esperienza nel romanzo I Remember Nothing. La Ephron cominciò ad intervistare amici e colleghi di McAlary immediatamente dopo la morte del giornalista, ma il progetto televisivo naufragò e fu accantonato definitivamente nel 2005, quando la Ephron affermò di non essere riuscita a mettere sotto contratto l'attore di sua scelta per il ruolo principale. Ephron riuscì ad ottenere la partecipazione di Tom Hanks - già suo collaborate in C'è posta per te e Insonnia d'amore - soltanto nel 2011; l'attore non aveva più recitato a teatro da quando era apparso in un allestimento de La mandragola di Machiavelli nel 1979.
Nel maggio 2012 la Ephron cominciò a collaborare con il regista George C. Wolfe, con cui ebbe incontri settimanali fino alla propria morte un mese più tardi, durante il quale la scrittrice produsse diverse stesure e affinò il personaggio principale. Dopo la morte dell'autrice ulteriori revisione al testo furono effettuali Nicholas Pileggi, il suo vedevo, e la prima del dramma fu annunciata ufficialmente nell'ottobre 2012, con Wolfe alla regia e Tom Hanks nei panni del protagonista.

## Rappresentazioni e adattamenti

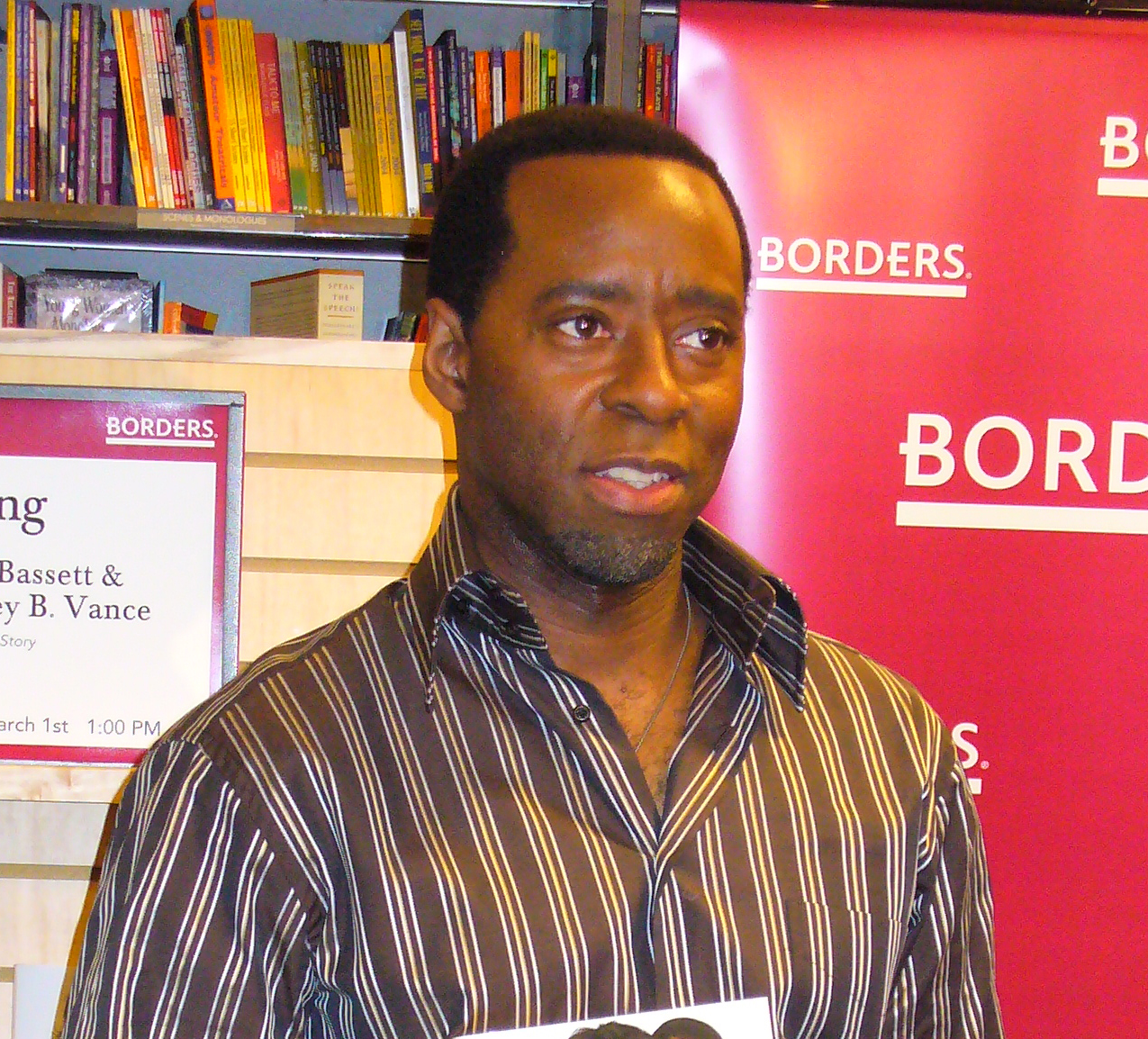
Courtney B. Vance fu parte al cast originale e vinse il Tony Award al miglior attore non protagonista in un'opera teatrale

### Il debutto
Le anteprime di Lucky Guys iniziarono al Broadhurst Theatre di Broadway il 1º marzo 2013 e dopo trentatré repliche la pièce ebbe la sua prima ufficiale il 1º aprile. Lucky Guys rimase in cartellone opere per 104 rappresentazioni, durante le quali il dramma fu visto in totale da 163710 spettatori, incassando quasi ventitré milioni di dollari. Wolfe curava la regia, mentre il cast annoverava Tom Hanks (Mike McAlary), Peter Gerety (John Cotter), Christopher McDonald (Eddie), Peter Scolari (Michael Daly), Maura Tierney (Alice McAlary), Courtney B. Vance (James Hairston), Michael Gaston (Jim Dywer), Deirdre Lovejoy (Louise Inerman) e Danny Mastrogiorgio (Bob Drury). La pièce ottenne prevalentemente recensioni positive e unanimi furono le lodi per le interpretazioni di Tom Hanks e Courtney B. Vance, che vinse il Tony Award al miglior attore non protagonista in un'opera teatrale.

## Riconoscimenti
Tony Award (2013)
- Candidatura per la migliore opera teatrale
- Candidatura per il miglior attore protagonista in un'opera teatrale per Tom Hanks
- Miglior attore non protagonista in un'opera teatrale per Courtney B. Vance
- Candidatura per la miglior regia di un'opera teatrale per George C. Wolfe
- Candidatura per la miglior scenografia di un'opera teatrale per David Rockwell
- Miglior lighting design di un'opera teatrale per Jules Fisher e Peggy Eisenhauer

Drama Desk Award (2013)
- Candidatura per il miglior attore in un'opera teatrale per Tom Hanks

Drama League Award (2013)
- Candidatura per la migliore opera teatrale di Broadway o dell'Off-Broadway
- Candidatura per la miglior performance per Tom Hanks
- Candidatura per la miglior performance per Courtney B. Vance

Outer Critics Circle Award (2013)
- Candidatura per la migliore opera teatrale
- Candidatura per il miglior attore in un'opera teatrale per Tom Hanks

Theatre World Award (2013)
- Miglior debuttante per Tom Hanks